# Adolf Schreyer

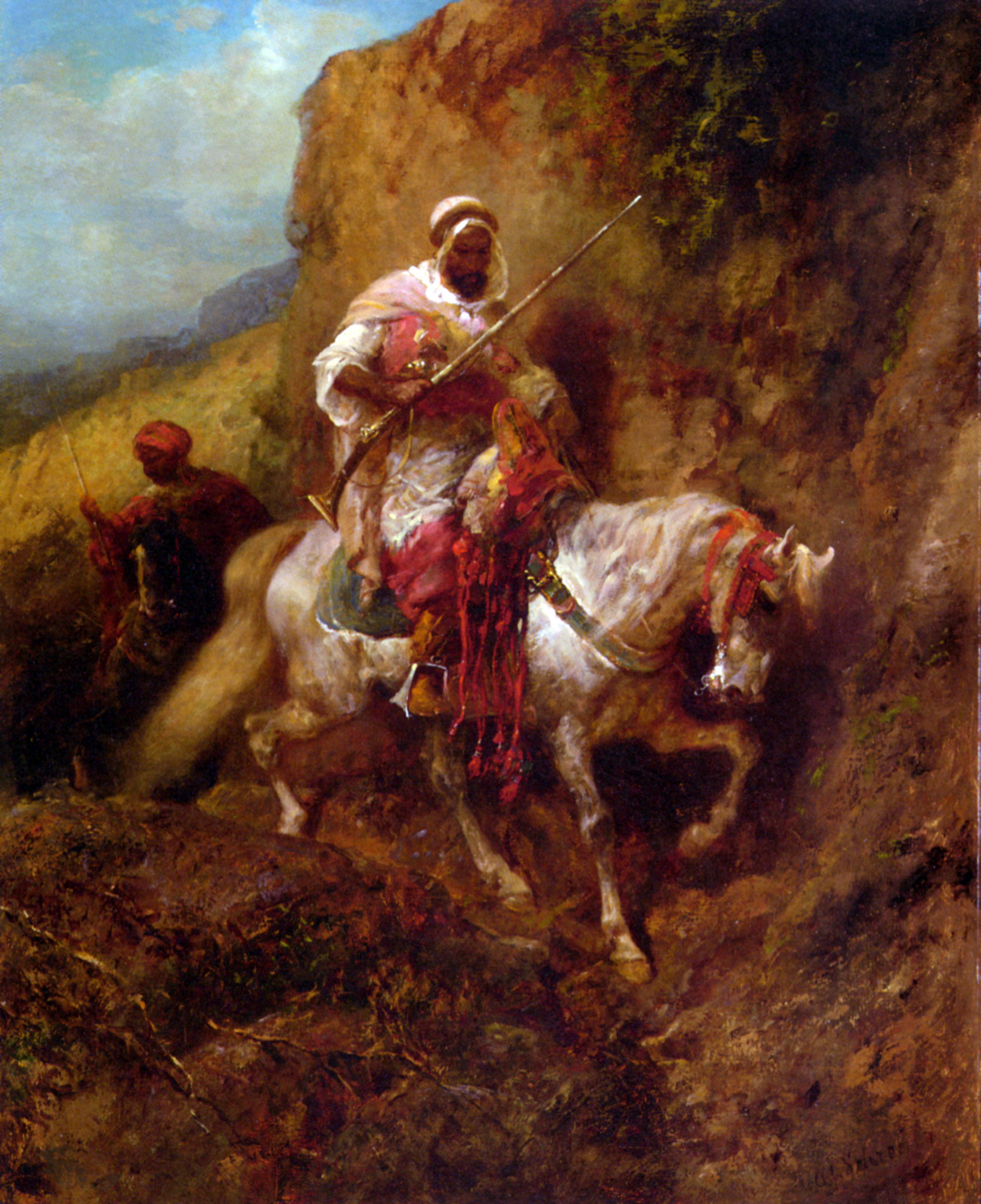
Arabski wojownik

Adolf Schreyer (ur. 9 lipca 1828 we Frankfurcie nad Menem, zm. 29 lipca 1899 w Kronberg im Taunus) – niemiecki malarz orientalista.
Studiował we frankfurckiej Städel Institute a następnie w Stuttgarcie i Monachium. Służył w armii austriackiej i brał udział w wyprawie na Wołoszczyznę w czasie wojny krymskiej. Wiele podróżował, odwiedził m.in. Egipt, Syrię i Algierię. W latach 1862-70 mieszkał w Paryżu, by ostatecznie osiąść na stałe w Niemczech w Kronberg im Taunus.
Schreyer znany jest głównie z obrazów o tematyce orientalnej, najbardziej cenione są jego przedstawienia koni. Malował sceny balistyczne i rodzajowe z życia Mołdawian, Wołochów i Arabów.